# Drassodes cervinus
Drassodes cervinus är en spindelart som beskrevs av Simon 1914. Drassodes cervinus ingår i släktet Drassodes och familjen plattbuksspindlar.
Artens utbredningsområde är Frankrike. Inga underarter finns listade i Catalogue of Life.